# Kadra Polski Niepodległej
Kadra Polski Niepodległej (KPN) wcześniej (od 29/30 września 1939 roku) Związek Polski Niepodległej (ZPN) – polska organizacja konspiracyjna o charakterze wojskowym działająca w okresie II wojny światowej.
Nazwa powstała 28 kwietnia 1940 roku, po przemianowaniu Związku Polski Niepodległej – organizacji zawiązanej z inicjatywy członków Związku Powstańców Śląskich – Oddział Warszawski. Działała głównie na terenie Warszawy, województwa kieleckiego oraz Podlasia prowadząc akcje sabotażowe. W 1943 roku doszło do połączenia KPN z organizacją konspiracyjną Zryw i powstania Stronnictwa Zrywu Narodowego, w którym KPN pełnił rolę pionu wojskowego organizacji. Od marca 1943 do kapitulacji powstania warszawskiego komendantem głównym KPN był  por. Józef Celica (1910-1980, ps. „Elski”, „W. Elski”, „Lechicz”) awansowany w 1944 do stopnia kpt. rez. WP.   
18 czerwca 1943 roku oddziały Kadry Polski Niepodległej podporządkowały się Armii Krajowej. Członkowie KPN brali udział w powstaniu warszawskim. 
Kompania sformowana z żołnierzy KPN walczyła w składzie zgrupowania mjr „Bartkiewicza” w rejonie obecnego Muzeum Etnograficznego (róg ulic Kredytowej i Mazowieckiej).
Działaczami KPN byli między innymi: Tadeusz Jędrzejewski i Jerzy Fiedler.